# Càfies
Càfies (grec antic: Καφύαι, llatí: Caphyae) fou una vila d'Arcàdia, a una plana al nord-oest del Llac d'Orcomen. La llegenda atribueix la seva fundació a Cefeu, fill d'Aleu. Després de ser independent, va passar a la Lliga Aquea i fou una de les ciutats de la lliga que va ser ocupada per Cleòmenes.
El 220 aC els etolis van derrotar en aquesta ciutat als aqueus dirigits per Arat de Sició. Apareix encara durant la guerra, però més tard ja l'esmenta Estrabó com una ciutat en ruïnes, si bé alguns temples encara es visitaven.
Les ruïnes de les seves muralles es poden veure encara a Kotussa. Es creu que el riu Tara es correspon a l'antic Tragos, i la muntanya Kastaniá és segurament l'antiga muntanya Cnàcal.